# ماري روبنسون رايت
ماري روبنسون رايت (بالإنجليزية: Marie Robinson Wright)‏ هي صحفية وكاتِبة أمريكية، ولدت في 4 مايو 1853 في نيونان في الولايات المتحدة، وتوفيت في 1 فبراير 1914 في ليبرتي في الولايات المتحدة.